# Howard Shore
Howard Leslie Shore (Toronto, 18 oktober 1946) is een Canadees componist van filmmuziek.
Shore groeide op in Canada en studeerde aan het Berklee College of Music in Boston, Massachusetts. Van 1969 tot 1972 trad hij op met een groep genaamd Lighthouse. Voor de televisie-show Saturday Night Live verzorgde hij de muziek van 1975 tot 1980.
Tegenwoordig componeert hij muziek voor veelal blockbusters, zoals de gehele filmreeks van The Lord of the Rings  en The Hobbit. Ook componeerde hij de muziek van de films The Silence of the Lambs, Philadelphia, Se7en, The Game en The Twilight Saga: Eclipse (de derde film uit de Twilight-reeks).
Voor zijn muziek voor The Lord of the Rings won hij drie Oscars. Eén in 2002 voor The Fellowship of the Ring, (Original Score) en twee in 2004 voor The Return of the King, een voor de muziek (Original Score) en een voor de titelsong (die hij geschreven had) 'Into the West', gezongen door Annie Lennox. Met de Lord of the Rings Symphony heeft hij zes stukken uit de filmmuziek van Peter Jacksons film opgevoerd in steden als Londen, Montreal en Antwerpen. Ook won hij bij de Golden Globes en Grammy Awards voor de film The Lord of the Rings: The Return of the King de twee prijzen als bij de Oscars.
Het Vlaams Radio Orkest (vandaag: Brussels Philharmonic) nam in 2004 onder leiding van Howard Shore de filmscore op voor The Aviator, een film van regisseur Martin Scorsese. De muziek werd in 2005 beloond met een Golden Globe.
Howard Shore componeerde ook de muziek voor de drie Hobbit-films, waarvan de eerste Hobbit-film in december 2012 is uitgekomen, de tweede in december 2013, en de laatste Hobbit-film in december 2014 is uitgebracht. The Hobbit is het verhaal dat voorafgaat aan The Lord of the Rings.

## Filmografie
- 1979: The Brood
- 1981: Scanners
- 1983: Videodrome
- 1985: After Hours
- 1986: The Fly
- 1987: Nadine
- 1988: Big
- 1988: Dead Ringers
- 1989: She-Devil
- 1991: Naked Lunch
- 1991: The Silence of the Lambs
- 1993: Mrs. Doubtfire
- 1993: Philadelphia
- 1993: M. Butterfly
- 1994: The Client
- 1994: Ed Wood
- 1994: Nobody's Fool
- 1995: Moonlight and Valentino
- 1995: Se7en
- 1996: Crash
- 1996: The Truth About Cats & Dogs
- 1996: That Thing You Do!
- 1996: Striptease
- 1997: The Game
- 1997: Cop Land
- 1999: eXistenZ
- 1999: Analyze This
- 1999: Dogma
- 2000: High Fidelity
- 2000: The Cell
- 2000: The Yards
- 2001: The Score
- 2001: The Lord of the Rings: The Fellowship of the Ring
- 2002: Gangs of New York
- 2002: Panic Room
- 2002: Spider
- 2002: The Lord of the Rings: The Two Towers
- 2003: The Lord of the Rings: The Return of the King
- 2004: The Aviator
- 2005: A History of Violence
- 2006: The Departed
- 2007: The Last Mimzy
- 2007: Eastern Promises
- 2008: Doubt
- 2008: The Betrayal
- 2010: The Twilight Saga: Eclipse
- 2010: Edge of Darkness
- 2011: A Dangerous Method
- 2011: Hugo
- 2012: Cosmopolis
- 2012: The Hobbit: An Unexpected Journey
- 2013: Jimmy P.
- 2013: The Hobbit: The Desolation of Smaug
- 2013: The Wolf of Wall Street
- 2014: Maps to the Stars
- 2014: Rosewater
- 2014: The Hobbit: The Battle of the Five Armies
- 2015: Spotlight
- 2016: Denial
- 2018: The Catcher Was a Spy
- 2019: The Song of Names
- 2020: Le Prince oublié
- 2020: Pieces of a Woman
- 2020: Funny Boy
- 2022: Crimes of the Future
- 2022: The Pale Blue Eye

## Televisieserie
- 2022: The Lord of the Rings: The Rings of Power (met Bear McCreary)

## Computerspellen
- 2007: Soul of the Ultimate Nation (MMORPG)

## Prijzen en nominaties

### Academy Awards
| Jaar | Titel                                             | Categorie                          | Uitslag     |
| ---- | ------------------------------------------------- | ---------------------------------- | ----------- |
| 2002 | The Lord of the Rings: The Fellowship of the Ring | Beste filmmuziek                   | Gewonnen    |
| 2004 | The Lord of the Rings: The Return of the King     | Beste filmmuziek                   | Gewonnen    |
| 2004 | The Lord of the Rings: The Return of the King     | Beste filmsong, voor Into the West | Gewonnen    |
| 2012 | Hugo                                              | Beste filmmuziek                   | Genomineerd |

### BAFTA Awards
| Jaar | Titel                                             | Categorie        | Uitslag     |
| ---- | ------------------------------------------------- | ---------------- | ----------- |
| 1992 | The Silence of the Lambs                          | Beste filmmuziek | Genomineerd |
| 2002 | The Lord of the Rings: The Fellowship of the Ring | Beste filmmuziek | Genomineerd |
| 2003 | Gangs of New York                                 | Beste filmmuziek | Genomineerd |
| 2004 | The Lord of the Rings: The Return of the King     | Beste filmmuziek | Genomineerd |
| 2005 | The Aviator                                       | Beste filmmuziek | Genomineerd |
| 2012 | Hugo                                              | Beste filmmuziek | Genomineerd |

### Emmy Awards
| Jaar | Titel                                     | Categorie         | Uitslag     |
| ---- | ----------------------------------------- | ----------------- | ----------- |
| 2023 | The Lord of the Rings: The Rings of Power | Beste titelmuziek | Genomineerd |

### Golden Globe Awards
| Jaar | Titel                                             | Categorie                          | Uitslag     |
| ---- | ------------------------------------------------- | ---------------------------------- | ----------- |
| 2002 | The Lord of the Rings: The Fellowship of the Ring | Beste filmmuziek                   | Genomineerd |
| 2004 | The Lord of the Rings: The Return of the King     | Beste filmmuziek                   | Gewonnen    |
| 2004 | The Lord of the Rings: The Return of the King     | Beste filmsong, voor Into the West | Gewonnen    |
| 2005 | The Aviator                                       | Beste filmmuziek                   | Gewonnen    |
| 2008 | Eastern Promises                                  | Beste filmmuziek                   | Gewonnen    |
| 2012 | Hugo                                              | Beste filmmuziek                   | Genomineerd |

### Grammy Awards
| Jaar | Titel                                             | Categorie                                                                    | Uitslag     |
| ---- | ------------------------------------------------- | ---------------------------------------------------------------------------- | ----------- |
| 1996 | Ed Wood                                           | Beste instrumentale compositie voor film of televisie, voor Main Title       | Genomineerd |
| 2003 | The Lord of the Rings: The Fellowship of the Ring | Beste partituur soundtrackalbum voor film, televisie of andere visuele media | Gewonnen    |
| 2004 | The Lord of the Rings: The Two Towers             | Beste partituur soundtrackalbum voor film, televisie of andere visuele media | Gewonnen    |
| 2005 | The Lord of the Rings: The Return of the King     | Beste partituur soundtrackalbum voor film, televisie of andere visuele media | Gewonnen    |
| 2005 | The Lord of the Rings: The Return of the King     | Beste song voor film, televisie of andere visuele media, voor Into the West  | Gewonnen    |
| 2006 | The Aviator                                       | Beste partituur soundtrackalbum voor film, televisie of andere visuele media | Genomineerd |
| 2008 | The Departed: Original Score                      | Beste partituur soundtrackalbum voor film, televisie of andere visuele media | Genomineerd |
| 2013 | Hugo                                              | Beste partituur soundtrack voor visuele media                                | Genomineerd |

## Hitlijsten

### Albums
| Album met eventuele hitnotering(en) in de Nederlandse Album Top 100 | Datum van verschijnen | Datum van binnenkomst | Hoogste positie | Aantal weken | Opmerkingen |
| ------------------------------------------------------------------- | --------------------- | --------------------- | --------------- | ------------ | ----------- |
| The Lord of the Rings: The Fellowship of the Ring                   | 2001                  | 22-12-2001            | 7               | 39           | soundtrack  |
| The Lord of the Rings: The Two Towers                               | 2002                  | 14-12-2002            | 20              | 18           | soundtrack  |
| The Lord of the Rings: The Return of the King                       | 2003                  | 13-12-2003            | 19              | 16           | soundtrack  |
| The Lord of the Rings: Box Set                                      | 2003                  | 17-01-2004            | 55              | 9            | soundtrack  |
| The Twilight Saga: Eclipse                                          | 2010                  | 12-06-2010            | 52              | 1            | soundtrack  |
| The Hobbit: An Unexpected Journey                                   | 2012                  | 15-12-2012            | 40              | 8            | soundtrack  |
| The Hobbit: The Desolation of Smaug                                 | 2013                  | 14-12-2013            | 51              | 2            | soundtrack  |
| The Hobbit: The Battle of the Five Armies                           | 2014                  | 13-12-2014            | 43              | 2            | soundtrack  |

| Album met hitnotering(en) in de Vlaamse Ultratop 200 albums | Datum van verschijnen | Datum van binnenkomst | Hoogste positie | Aantal weken | Opmerkingen |
| ----------------------------------------------------------- | --------------------- | --------------------- | --------------- | ------------ | ----------- |
| The lord of the Rings: The Fellowship of the Ring           | 2001                  | 05-01-2002            | 7               | 15           | soundtrack  |
| The Lord of the Rings: The Two Towers                       | 2002                  | 11-01-2003            | 33              | 4            | soundtrack  |
| The Lord of the Rings: The Return of the King               | 2003                  | 06-12-2003            | 10              | 27           | soundtrack  |
| The Twilight Saga: Eclipse                                  | 2010                  | 10-07-2010            | 63              | 3            | soundtrack  |
| The Hobbit: An Unexpected Journey                           | 2012                  | 15-12-2012            | 25              | 23           | soundtrack  |
| The Hobbit: The Desolation of Smaug                         | 2013                  | 21-12-2013            | 44              | 21           | soundtrack  |
| The Hobbit: The Battle of the Five Armies                   | 2014                  | 13-12-2014            | 38              | 13           | soundtrack  |